# 麥克法蘭海崖
81°28′S 155°36′E / 81.467°S 155.600°E
麥克法蘭海崖（英語：MacFarlane Bluff）是南極洲的海崖，位於奧次地，處於邱吉爾山脈以西，屬於全黑冰原島峰的一部分，海拔高度1,800米，現時由南極條約體系管理。